# Plumpton, New South Wales
Plumpton este o suburbie în Sydney, Australia.